# تئوفیلوس پینچز
تئوفیلوس پینچز (به انگلیسی: Theophilus Pinches) (۱ ژانویه ۱۸۵۶ – ۶ ژوئن ۱۹۳۴) یک انسان‌شناس و از پیشگامان آشورشناسی بود که یکی در سال ۱۸۸۰ میلادی نخستین نسخه‌برداری از متن استوانه کوروش را انجام داد. پینچز تا سال ۱۹۳۲ یا ۱۹۳۳ در کالج دانشگاهی لندن و دانشگاه لیورپول آشورشناسی تدریس می‌کرد و در سال ۱۹۳۴ درگذشت.

## آثار
- Theophilus Goldridge Pinches (1910). An outline of Assyrian grammar: with a short sign-list, a list of late Babylonian forms of characters, and autographic reproductions of texts. H.J. Glaisher. p. 64. Retrieved 2011-07-05.

تئوفیلوس پینچز (1910). طرحی کلی از دستور زبان آشوری: به همراه فهرستی کوتاه از علائم آن ، فهرستی از اشکال خطی کهن بابلی، و دست‌نوشته‌ای از نسخه خطی متن. اچ. جی گلایشر. pp. ۶۴.
- Texts in the Babylonian wedge-writing, 1880

(متون بابلی ، گوِه نگاشت، ۱۸۸۰)
- The Religion of Babylonia and Assyria, 1906

(آیین دینی بابلی و آشوری، ۱۹۰۶)
- The Old Testament in the Light of the Historical Records and Legends of Assyria and Babylonia, 1908

(وضوح عهد عتیق در پیشینه و افسانه‌های تاریخی آشوری و بابلی ، ۱۹۰۸)